# Transaminasi

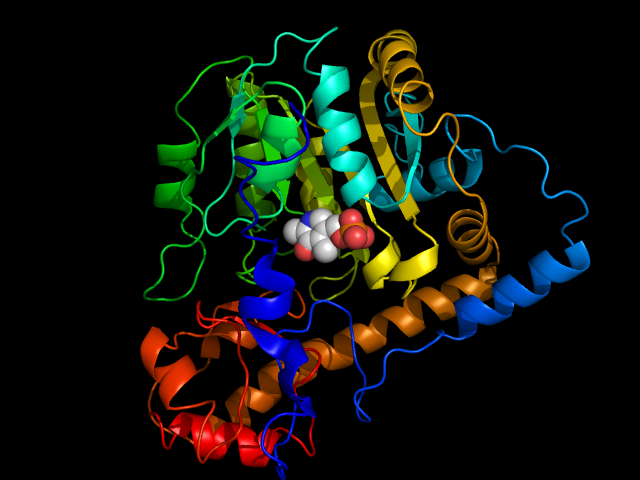
Aspartato transaminasi di E. coli con piridossalfosfato come cofattore

Le transaminasi (o aminotransferasi) sono una sotto-sottoclasse di enzimi (appartenenti alla classe delle transferasi e aventi numero EC 2.6.1) predisposti a catalizzare la reazione di transaminazione, ovvero il trasferimento del gruppo amminico α da un amminoacido a un α-chetoacido.
La scoperta delle transaminasi avvenne all'Università di Napoli nel 1955 grazie alle ricerche di Fernando De Ritis, Mario Coltorti e Giuseppe Giusti.

## Caratteristiche
Le transaminasi sono usate in medicina soprattutto al fine di evidenziare la presenza o meno di un danno epatico, e i loro valori normali sono indicati nei referti di laboratorio e variano a seconda della metodica analitica adottata. Le transaminasi più note sono due:
- la glutammato-ossalacetato transaminasi, GOT (dall'inglese Glutamic Oxaloacetic Transaminase), detta anche aspartato aminotransferasi, AST.
- la glutammato-piruvato transaminasi, GPT, detta anche alanina aminotransferasi, ALT.

## Reazioni di transaminazione
La reazione di transaminazione indicata nella definizione è la prima tappa del catabolismo degli amminoacidi e serve a incanalare gruppi amminici verso l'α-chetoglutarato al fine di trasformarlo in glutammato, il quale poi verrà sottoposto a una reazione di deaminazione ossidativa (catalizzata dalla glutammato deidrogenasi) per formare uno ione ammonio che sarà utilizzato per generare urea.
La reazione catalizzata dalle transaminasi è la seguente:
Amminoacido (1) + α-Chetoacido (1) ⇔ α-Chetoacido (2) + Amminoacido (2)
Nelle cellule esistono molti tipi di transaminasi le quali utilizzano α-chetoglutarato come accettore del gruppo amminico ma divergono tra loro per la specificità nei confronti dell'amminoacido utilizzato. Le reazioni catalizzate da tali enzimi sono tutte facilmente reversibili (la loro costante di equilibrio, in effetti, è molto vicina a 1).
Tutte le transaminasi utilizzano lo stesso gruppo prostetico, il piridossal fosfato, forma coenzimatica della vitamina B6, quale trasportatore temporaneo del gruppo amminico. Il piridossal fosfato è legato covalentemente, tramite un legame imminico (con formazione di una base di Schiff), con il gruppo amminico ε di un residuo di lisina, in assenza del substrato (l'amminoacido). Quando arriva l'amminoacido il suo gruppo amminico α si sostituisce a quello ε della lisina. La nuova base di Schiff che si è venuta a creare rimane saldata al sito attivo dell'enzima attraverso la formazione di legami multipli non covalenti. Essa perde un protone dal carbonio α, formando un intermedio chinonoide, la cui riprotonazione determina la produzione di una chetimina che presenta un doppio legame tra il carbonio α e l'azoto del substrato legato. Una successiva reazione di idrolisi determina il distacco di un α-chetoacido e la formazione di piridossammina fosfato.
Amminoacido (1) + Enzima-Piridossal fosfato ⇔ α-Chetoacido (1) + Enzima-Piridossammina fosfato
La seconda parte della reazione si svolge in modo diametralmente opposto: un α-chetoacido si lega alla piridossammina fosfato e successivamente si stacca un nuovo amminoacido e si rigenera il piridossal fosfato.
α-Chetoacido (2) + Enzima-Piridossammina fosfato ⇔ Amminoacido (2) + Enzima-Piridossal fosfato
Visto il meccanismo della reazione catalizzata da tali enzimi risulta che le transaminasi catalizzano la reazione a due substrati con un meccanismo a ping-pong.

## Localizzazione nell'organismo
Le transaminasi sono enzimi ubiquitari nell'organismo. 
La GOT o AST è localizzata nel fegato, nel miocardio, nel rene, nell'encefalo e nella muscolatura scheletrica; la GPT o ALT è presente in concentrazione molto più elevata nel fegato che negli altri tessuti. La GOT o AST catalizza la seguente reazione:
Aspartato + α-Chetoglutarato ⇔ Ossalacetato + Glutammato
La GPT o ALT catalizza quest'altra reazione:
Alanina + α-Chetoglutarato ⇔ Piruvato + Glutammato

## Uso delle transaminasi come indice di malattia
Le transaminasi sono usate in medicina soprattutto al fine di evidenziare la presenza o meno di un danno epatico.
Si può registrare un aumento delle transaminasi nelle epatiti acute, croniche, nelle epatopatie tossiche, nella calcolosi del coledoco e della colecisti, nelle colecistiti acute, nei casi di colestasi intraepatica, nella mononucleosi infettiva.
Si possono registrare alterazioni anche in corso di malattie del miocardio (tipo infarto del miocardio e miocarditi) o dei muscoli (traumi, distrofia muscolare) nonché un loro rialzo potrebbe manifestarsi durante fasi acute della malattia celiaca. 
Si registra un graduale ritorno ai valori normali delle transaminasi nel sangue in via di guarigione; è necessario però sottolineare che quando il danno epatico si è instaurato in modo massiccio e cronico, ossia vi sia stata una lisi notevole di cellule epatiche nel tempo, con trasformazione cirrotica, un ulteriore abbassamento delle transaminasi non è indice di guarigione bensì del fatto che non ci sono più cellule epatiche a riversare questi enzimi nel sangue (indice di prognosi negativa).
La GOT (o AST) è presente all'interno della cellula legata ai mitocondri, mentre la GPT (o ALT) si trova soprattutto libera nel citoplasma. Se la cellula è integra, tali enzimi rimangono all'interno della stessa; un fenomeno infiammatorio causato da virus o da tossici, che determini alterazione della permeabilità della membrana e/o distruzione della cellula, fa sì che le transaminasi vengano liberate all'esterno della cellula e riversate nel torrente sanguigno, con conseguente aumento della loro concentrazione plasmatica, misurabile con metodiche di analisi biochimica.

## Valori normali di laboratorio
I valori di riferimento per le transaminasi sono:
- GOT o AST nei maschi tra 1 e 13 anni 8-60 UI/L e nei maschi oltre i 14 anni 8-48 UI/L; nelle femmine tra 1 e 13 anni 8-50 UI/L e nelle femmine oltre i 14 anni 8-43 UI/L[5]
- GPT o ALT nei maschi oltre 1 anno 7-55 U/L e nelle femmine oltre 1 anno 7-45 U/L[6]

Tali valori possono essere comunque differenti a seconda dei laboratori e delle metodiche utilizzate per la rilevazione.

## Enzimi appartenenti alla sotto-sottoclasse
| numero EC   | nome accettato                                                    |
| ----------- | ----------------------------------------------------------------- |
| EC 2.6.1.1  | aspartato transaminasi                                            |
| EC 2.6.1.2  | alanina transaminasi                                              |
| EC 2.6.1.3  | cisteina transaminasi                                             |
| EC 2.6.1.4  | glicina transaminasi                                              |
| EC 2.6.1.5  | tirosina transaminasi                                             |
| EC 2.6.1.6  | leucina transaminasi                                              |
| EC 2.6.1.7  | chinurenina-ossoglutarato transaminasi                            |
| EC 2.6.1.8  | 2,5-diaminovalerato transaminasi                                  |
| EC 2.6.1.9  | istidinolo-fosfato transaminasi                                   |
| EC 2.6.1.11 | acetilornitina transaminasi                                       |
| EC 2.6.1.12 | alanina-ossoacido transaminasi                                    |
| EC 2.6.1.13 | ornitina-ossoacido transaminasi                                   |
| EC 2.6.1.14 | asparagina-ossoacido transaminasi                                 |
| EC 2.6.1.15 | glutammina-piruvato transaminasi                                  |
| EC 2.6.1.16 | glutammina-fruttosio-6-fosfato transaminasi (isomerizzante)       |
| EC 2.6.1.17 | succinildiaminopimelato transaminasi                              |
| EC 2.6.1.18 | beta-alanina-piruvato transaminasi                                |
| EC 2.6.1.19 | GABA transaminasi                                                 |
| EC 2.6.1.21 | D-amminoacido transaminasi                                        |
| EC 2.6.1.22 | (S)-3-amino-2-metilpropionato transaminasi                        |
| EC 2.6.1.23 | 4-idrossiglutammato transaminasi                                  |
| EC 2.6.1.24 | diiodotirosina transaminasi                                       |
| EC 2.6.1.26 | ormone tiroideo transaminasi                                      |
| EC 2.6.1.27 | triptofano transaminasi                                           |
| EC 2.6.1.28 | triptofano-fenilpiruvato transaminasi                             |
| EC 2.6.1.29 | diammina transaminasi                                             |
| EC 2.6.1.30 | piridossammina-piruvato transaminasi                              |
| EC 2.6.1.31 | piridossammina-ossaloacetato transaminasi                         |
| EC 2.6.1.32 | valina-3-metil-2-ossovalerato transaminasi                        |
| EC 2.6.1.33 | dTDP-4-amino-4,6-dideossi-D-glucosio transaminasi                 |
| EC 2.6.1.34 | UDP-2-acetamido-4-amino-2,4,6-trideossiglucosio transaminasi      |
| EC 2.6.1.35 | glicina-ossaloacetato transaminasi                                |
| EC 2.6.1.36 | L-lisina 6-transaminasi                                           |
| EC 2.6.1.37 | 2-aminoetilfosfonato-piruvato transaminasi                        |
| EC 2.6.1.38 | istidina transaminasi                                             |
| EC 2.6.1.39 | 2-aminoadipato transaminasi                                       |
| EC 2.6.1.40 | (R)-3-amino-2-metilpropionato-piruvato transaminasi               |
| EC 2.6.1.41 | D-metionina-piruvato transaminasi                                 |
| EC 2.6.1.42 | amminoacido a catena ramificata transaminasi                      |
| EC 2.6.1.43 | aminolevulinato transaminasi                                      |
| EC 2.6.1.44 | alanina-gliossilato transaminasi                                  |
| EC 2.6.1.45 | serina-gliossilato transaminasi                                   |
| EC 2.6.1.46 | diaminobutirrato-piruvato transaminasi                            |
| EC 2.6.1.47 | alanina-ossomalonato transaminasi                                 |
| EC 2.6.1.48 | 5-aminovalerato transaminasi                                      |
| EC 2.6.1.49 | diidrossifenilalanina transaminasi                                |
| EC 2.6.1.50 | glutammina-scillo-inositolo transaminasi                          |
| EC 2.6.1.51 | serina-piruvato transaminasi                                      |
| EC 2.6.1.52 | fosfosiorina transaminasi                                         |
| EC 2.6.1.54 | piridossammina-fosfato transaminasi                               |
| EC 2.6.1.55 | taurina-2-ossoglutarato transaminasi                              |
| EC 2.6.1.56 | 1D-1-guanidino-3-amino-1,3-dideossi-scillo-inositolo transaminasi |
| EC 2.6.1.57 | amminoacido aromatico transaminasi                                |
| EC 2.6.1.58 | fenilalanina(istidina) transaminasi                               |
| EC 2.6.1.59 | dTDP-4-amino-4,6-dideossigalattosio transaminasi                  |
| EC 2.6.1.60 | amminoacido aromatico-gliossilato transaminasi                    |
| EC 2.6.1.62 | adenosilmetionina-8-amino-7-ossononanoato transaminasi            |
| EC 2.6.1.63 | chinurenina-gliossilato transaminasi                              |
| EC 2.6.1.64 | glutammina-fenilpiruvato transaminasi                             |
| EC 2.6.1.65 | N6-acetil-beta-lisina transaminasi                                |
| EC 2.6.1.66 | valina-piruvato transaminasi                                      |
| EC 2.6.1.67 | 2-aminoesanoato transaminasi                                      |
| EC 2.6.1.68 | ornitina(lisina) transaminasi                                     |
| EC 2.6.1.70 | aspartato-fenilpiruvato transaminasi                              |
| EC 2.6.1.71 | lisina-piruvato 6-transaminasi                                    |
| EC 2.6.1.72 | D-4-idrossifenilglicina transaminasi                              |
| EC 2.6.1.73 | metionina-gliossilato transaminasi                                |
| EC 2.6.1.74 | cefalosporina-C transaminasi                                      |
| EC 2.6.1.75 | cisteina-coniugata transaminasi                                   |
| EC 2.6.1.76 | diaminobutirrato-2-ossoglutarato transaminasi                     |
| EC 2.6.1.77 | taurina-piruvato aminotransferasi                                 |
| EC 2.6.1.78 | aspartato-prefenato aminotransferasi                              |
| EC 2.6.1.79 | glutammato-prefenato aminotransferasi                             |
| EC 2.6.1.80 | nicotianammina aminotransferasi                                   |
| EC 2.6.1.81 | succinilornitina transaminasi                                     |
| EC 2.6.1.82 | putrescina aminotransferasi                                       |
| EC 2.6.1.83 | LL-diaminopimelato aminotransferasi                               |
| EC 2.6.1.84 | arginina-piruvato transaminasi                                    |
| EC 2.6.1.85 | aminodeossicorismato sintasi                                      |